# Poul Traun-Pedersen
Poul Traun-Pedersen (1917 i Ordrup – 1993) var en dansk øre-næse-halslæge.
Han fik sin otologiske uddannelse på Finsensinstituttet i København, hvor han var 1. reservelæge i årene 1954-1959. Efterfølgende var han ansat sammesteds indtil 1986, hvor afdelingen blev nedlagt. Han arbejdede sideløbende i sin egen øre-næse-hals-praksis i Hellerup, som han overtog i 1951.

## Mindelegat
I 1995 blev der indstiftet Speciallæge i øre-, næse-, halssygdomme Poul Traun-Pedersens Mindelegat.
Legatet kan støtte forskning, studierejser og aktiv kongresdeltagelse, fortrinsvis indenfor øre-næse-halsspecialet. Midlerne bestyres af Dansk Selskab for Otolaryngologi - Hoved & Halskirurgi (DSOHH).

## Ekstern henvisning
- Vedtægter Arkiveret 27. september 2007 hos  Wayback Machine